# Colostethus tamacuarensis
Anomaloglossus tamacuarensis là một loài ếch thuộc họ Dendrobatidae.
Loài này có ở Venezuela và có thể cả Brasil.
Môi trường sống tự nhiên của chúng là vùng núi ẩm nhiệt đới hoặc cận nhiệt đới và sông ngòi.